# Веселівка (Ніжинський район)
Весе́лівка — село в Україні, у Батуринській територіальній громаді Ніжинського району Чернігівської області. Населення — 16 осіб (2012; при чому у 2006 — 33 особи).

## Історія
Засновано на початку ХХ століття. До 1964 року село називалося Пуста Гребля.
12 червня 2020 року, відповідно до розпорядження Кабінету Міністрів України № 730-р «Про визначення адміністративних центрів та затвердження територій територіальних громад Чернігівської області», увійшло до складу Батуринської міської громади.
19 липня 2020 року, в результаті адміністративно-територіальної реформи та ліквідації Бахмацького району, село увійшло до складу Ніжинського району Чернігівської області.